# Хронологія ірано-ізраїльського протистояння (2022)
Нижче наведено список подій під час ізраїльсько-іранської гібридної війни за 2022 рік.

## Січень
- 31 січня — Ізраїль завдав авіаударів по Дамаску, завдавши матеріальної шкоди[1].

## Лютий
- 9 лютого — вранці ізраїльські ВПС завдали авіаударів по радарах та зенітних батареях неподалік Дамаска. Внаслідок нападу загинув лейтенант сирійської армії та ще 5 осіб отримали поранення[2].
- 24 лютого — трьох сирійських солдатів було вбито під час ізраїльського авіаудару недалеко від Дамаска, через кілька годин після того, як Ізраїль скинув листівки на позиції сирійської армії, попереджаючи, що вони можуть зазнати нападу за співпрацю з «Хезболлою»[3].

## Березень
- 7 березня — двох людей було вбито під час ізраїльського авіаудару в районі Дамаска.[4].
- 15 березня — за свідченням журналіста Амоса Гареля, у лютому 2022 року в результаті атак Ізраїлю на іранську базу було знищено сотні дронів, що спонукало Іран наступного місяця обстріляти ракетами американське консульство в Ербілі (Іракський Курдистан). Повідомлялося також про іранську кібератаку на ізраїльські сайти[5].

## Квітень
- 27 квітня — рано-вранці ВПС Ізраїлю завдали авіаудари за складом боєприпасів під Дамаском, внаслідок чого загинули 9 людей, у тому числі 5 сирійських солдатів[6].

## Травень
- 1 травня — ЗМІ повідомили, що співробітники ізраїльської служби зовнішньої розвідки "Мосад", які діють в Ірані, затримали співробітника Корпусу вартових Ісламської революції, який готував замах на ізраїльського дипломата, направленого до Туреччини[7].
- 13 травня — ізраїльські ВПС завдали авіаударів по сирійському військовому об'єкту в місті Масьяф, мухафаза Хама. Внаслідок атаки загинули шість сирійських солдатів і один мирний житель, ще кілька дістали поранення[8][9].
- 20 травня — трьох сирійських солдатів було вбито, коли Ізраїль випустив ракети класу «земля-земля» неподалік Дамаска, завдавши матеріальної шкоди[10].
- 22 травня — офіцера КВІРа полковника Саяда Ходайї було вбито біля свого будинку в Тегерані двома бойовиками, що їхали на мотоциклах. Іран звинуватив у цьому Ізраїль. Прес-секретар ізраїльського прем'єр-міністра відмовляється "коментувати вбивство". Але неназваний представник ізраїльської розвідки повідомив, що відповідальність за вбивство несе Ізраїль[11][12].

## Червень
- 5 червня — ЗМІ писали про отруєння іранського вченого Аюба Ентезарі, спеціаліста в галузі аерокосмічної техніки та аеронавтики, який займався розробкою БПЛА[13].
- 6 червня — ізраїльські літаки завдали ударів по цілях у передмісті аль-Кісва на південь від Дамаска і неподалік міжнародного аеропорту Дамаска, завдавши шкоди декільком об'єктам, де знаходилися іранські військові бази.[14]

## Липень
- 22 липня — Ізраїль атакував військові позиції САА недалеко від Дамаска, Сирія, вбивши трьох сирійських солдатів і поранивши ще сімох. Ізраїль стверджує, що він працює проти посилення Ірану в Сирії та запобігання постачанню летальної зброї «Хезболлі»[15].

## Серпень
- 5 серпня — армія Ізраїлю розпочала антитерористичну операцію «Світанок»  серією авіаударів у секторі Гази по об'єктам, що належать «Ісламському джихаду», після арешту на західному березі річки Йордан 1 серпня Бассема аль-Сааді[16][17], високопоставленого бойовика «Ісламського джихаду в Палестині». У перший день операції було вбито Тайсіра Джабарі, військового лідера угруповання «Ісламський джихад у Палестині»[18].
- 22 серпня — бригадного генерала КВІР Аболфазла Аліджані було ліквідованно в сирійській провінції Алеппо[19].
- 31 серпня — Сирія звинуватила Ізраїль у завданні двох послідовних авіаударів по міжнародному аеропортом Алеппо та поблизу столиці Дамаска. Раніше того ж дня в аеропорту Алеппо приземлився іранський вантажний літак, який потрапив під санкції[20].

## Листопад
- 13 листопада — ізраїльські ВПС завдали ударів по злітно-посадковій смузі авіабази Шайрат на північному сході Сирії, яку, як повідомили Reuters військові джерела, нещодавно використовували іранські ВПС[21][22].
- 23 листопада — Іран звинуватив Ізраїль у смерті старшого радника аерокосмічного підрозділу КВІР, який загинув внаслідок вибуху бомби в автомобілі неподалік Дамаска[23].